# Ceratopogon seculus
Ceratopogon seculus är en tvåvingeart som beskrevs av Art Borkent och Eileen D. Grogan 1995. Ceratopogon seculus ingår i släktet Ceratopogon och familjen svidknott.
Artens utbredningsområde är Maryland. Inga underarter finns listade i Catalogue of Life.